# Saphobius tibialis
Saphobius tibialis là một loài bọ cánh cứng trong họ Bọ hung (Scarabaeidae).